# Viridrillia williami
Viridrillia williami är en snäckart som beskrevs av Bartsch 1943. Viridrillia williami ingår i släktet Viridrillia och familjen Drilliidae. Inga underarter finns listade i Catalogue of Life.